# Jewgeni Bronislawowitsch Paschukanis

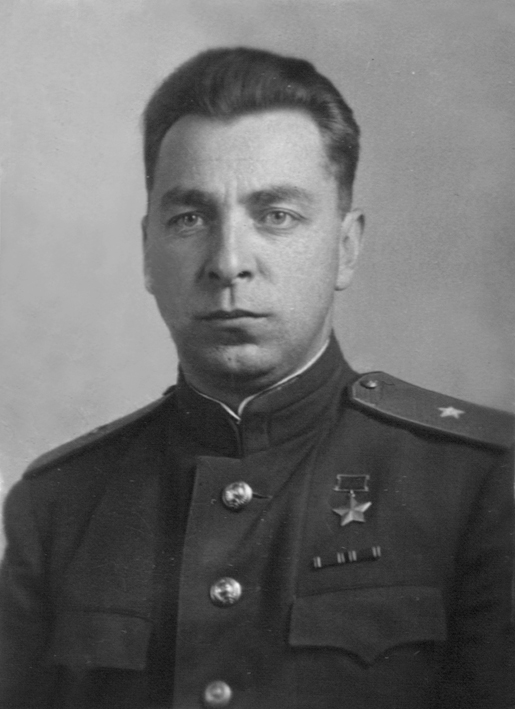
Jewgeni Bronislawowitsch Paschukanis (1943)

Jewgeni Bronislawowitsch Paschukanis (russisch Евгений Брониславович Пашуканис, wiss. Transliteration Jewgeni Bronislavovič Pašukanis; auch Eugen Paschukanis; * 23. Februar 1891 in Stariza, Gouvernement Twer; † 4. September 1937) war ein sowjetischer Jurist und marxistischer Rechtsphilosoph.

## Leben
Bereits mit 16 Jahren engagierte er sich im Zentralkomitee der sozialdemokratischen Studenten- und Arbeiterjugend in Petersburg. 1909 nahm Paschukanis das Studium der Rechtswissenschaften in Petersburg auf. Die zaristische Polizei verhaftete Paschukanis aufgrund seiner politischen Aktivitäten und wies ihn an, Russland zu verlassen. Er reiste nach Deutschland und setzte an der juristischen Fakultät der Ludwig-Maximilians-Universität in München sein Studium fort.
Während des Ersten Weltkrieges hielt sich Paschukanis in Russland auf und beteiligte sich am Protest der Bolschewiki gegen den Krieg. Nach der Oktoberrevolution war er kurzzeitig Richter an einem der neu eingesetzten Volksgerichte und trat 1918 der neu gegründeten Kommunistischen Partei Russlands (Bolschewiki) bei.
Zusammen mit Pjotr Iwanowitsch Stutschka (1865–1932) gründete Paschukanis 1922 innerhalb der Sozialistischen Akademie der Gesellschaftswissenschaften (später in Kommunistische Akademie der Gesellschaftswissenschaften umbenannt) die Sektion für Allgemeine Theorie des Staates und des Rechts. Zugleich wirkte er 1920 im Außenministerium als Stellvertretender Leiter der Abteilung Ökonomie und Recht und war zudem von 1921 bis 1923 Berater in der Vertretung der UdSSR in Berlin.
Er und Stutschka erstellten eine dreibändige Enzyklopädie über Staat und Recht (1925–1927) und gaben die Zeitschrift Revolution des Rechts heraus. Paschukanis war auch Mitglied mehrerer Zeitschriftenredaktionen. Er wurde 1927 ordentliches Mitglied und Vizepräsident der Kommunistischen Akademie, und 1931 Direktor des dortigen Instituts für Sowjetaufbau und Sowjetrecht. 1936 folgte die Ernennung zum stellvertretenden Volkskommissar für Justiz der UdSSR. Im Rahmen einer Verfassungskommission arbeitete er an der sowjetischen Verfassung von 1936 mit.
Paschukanis' Schule, in den USA als „Commodity Exchange School“ (of law) bekannt, prägte die sowjetische Rechtstheorie bis Ende der 1920er Jahre, und repräsentierte die marxistische Rechtstheorie auch über die Sowjetunion hinaus. Unter der Herrschaft Stalins konnte Paschukanis seine Funktionen und die prominente Stellung in der sowjetischen Rechtswissenschaft bis zu seiner Verhaftung während des Großen Terrors halten. Allerdings musste er die früher vertretenen Theoreme vom Absterben des Staates im Kommunismus, und von der Unmöglichkeit eines proletarischen oder sozialistischen Rechtes widerrufen. Nach Verleumdungen wurde er am 20. Januar 1937 verhaftet. Am 4. September 1937 wurde Paschukanis vom Militärkollegium beim Obersten Gerichtshof der UdSSR der Mitgliedschaft in einer konterrevolutionären terroristischen Gruppierung angeklagt und in einem Schnellverfahren zum Tod durch Erschießung verurteilt. Das Urteil wurde noch am selben Tag vollstreckt. Seine Überreste wurden auf dem Donskoi-Friedhof beerdigt.
Paschukanis wurde am 31. März 1956 von der Militärabteilung des obersten Gerichtshofes der Russischen SFSR rehabilitiert. Im Zuge der in den 1970er Jahren vor allem im deutschsprachigen Raum geführten Staatsableitungsdebatte bekam sein Werk neue Aktualität.

## Werke
- Allgemeine Rechtslehre und Marxismus Versuch einer Kritik der juristischen Grundbegriffe. Verlag für Literatur und Politik, Wien 1929.
  - Allgemeine Rechtslehre und Marxismus. Mit einer Rezension von Karl Korsch. (= Archiv Sozialistischer Literatur. Band 3). Verlag Neue Kritik, Frankfurt am Main 1966
  - Allgemeine Rechtslehre und Marxismus, Versuch einer Kritik der juristischen Grundbegriffe. 1923. (Nachdruck der ersten deutschen Ausgabe von 1929, hrsg. und mit einem Anhang versehen von Hermann Klenner und L. Mamut, Berlin/Freiburg 1991)
  - Allgemeine Rechtslehre und Marxismus. Versuch einer Kritik der juristischen Grundbegriffe. Mit einem Vorwort von Alex Gruber und Tobias Ofenbauer sowie einer biographischen Notiz von Tanja Walloschke. Ça Ira, Freiburg im Breisgau 2003, ISBN 3-924627-79-7.
- Umrisse des Völkerrechts. Mit einem Vorwort von Theodor Schweisfurth. Berlin Verlag, Berlin 1971. (Russische Erstausgabe 1935)